# スルジャン・ミヤイロヴィッチ
スルジャン・ミヤイロヴィッチ（Srđan Mijailović、1993年11月10日 - ）は、セルビア・ポジェガ出身のプロサッカー選手。セルビア代表。アル・ワスルFC所属。ポジションはディフェンダー、ミッドフィールダー。

## 経歴

### クラブ
レッドスター・ベオグラードの下部組織で育成され、17歳でトップデビューを果たした。
2017年2月8日、クリリヤ・ソヴェトフ・サマーラに移籍。

### 代表
2012年5月31日、フランスとのフレンドリーマッチでフル代表デビュー。

## タイトル
レッドスター・ベオグラード
- セルビア・カップ: 2011-12